# Fritz Koenig
Fritz Koenig, född 20 juni 1924 i Würzburg, död 22 februari 2017 i Landshut, var en tysk skulptör.
Fritz Koenig växte upp i Würzburg och från 1930 i Landshut. Han utbildade sig 1946–1952 vid 
Münchens konstakademi. År 1959 deltog han i Documenta II i Kassel och 1964 i Documenta III. Han undervisar sedan 1964 på Münchens tekniska universitet.
Han bor och arbetar i Ganslberg, nära Landshut. Verk av honom finns utställda på det av honom skapade Skulpturenmuseum im Hofberg, Landshut.
Fritz Koenigs mest omtalade verk är The Sphere, på tyska Grosse Karyatide, vilket var placerat på Plaza vid World Trade Center i New Yotk och skadades och begravdes av rasmassorna, men kunde renoveras. Skulpturen sattes i mars upp i Battery Park som en tillfällig placering i avvaktan på återuppbyggnaden av World Trade Center-området.

## Offentliga verk i urval
- The Sphere, 1967–1971, Plaza at World Trade Center i New York,
- Minnesmärke, 1983, i koncentrationslägret1983 Mauthasusen
- Minnesmärke över offren för terroristangreppet på Olympiska spelen i München 1972, 1995

## Fotogalleri

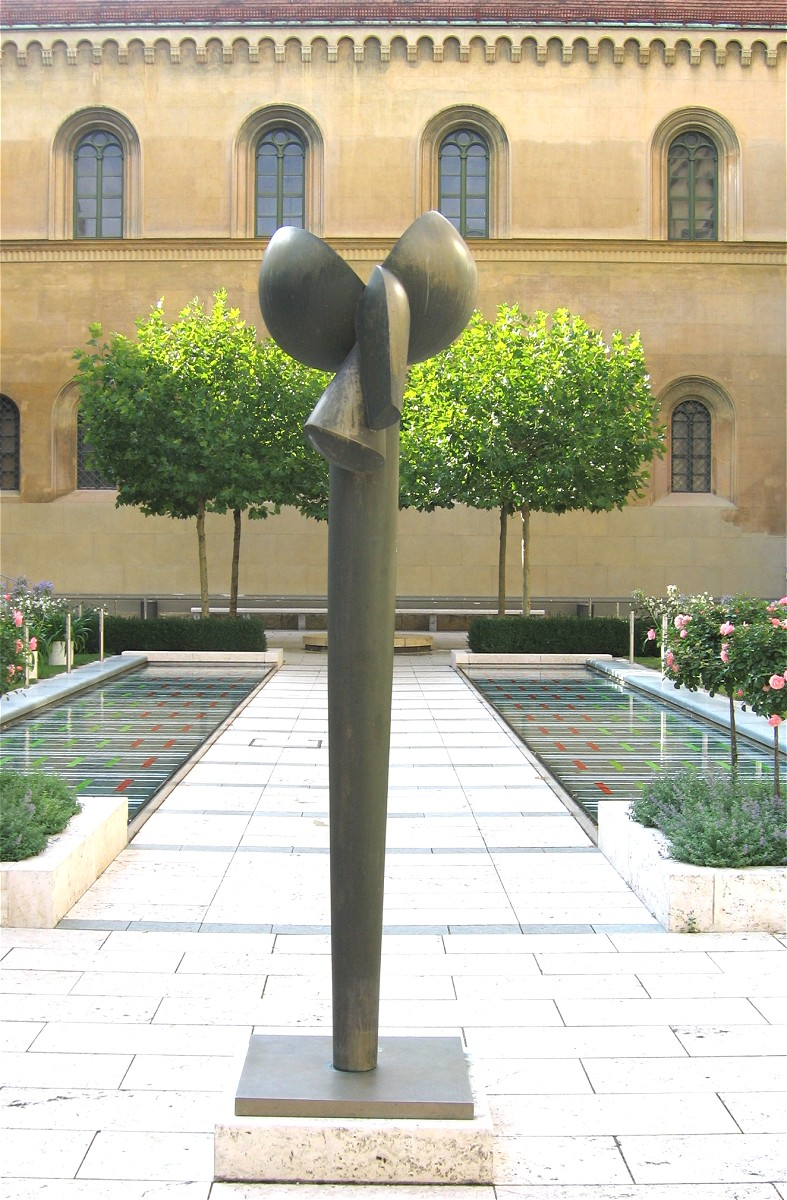
Flora III, 1971, i Kabinettsgarten i Münchner Residenz
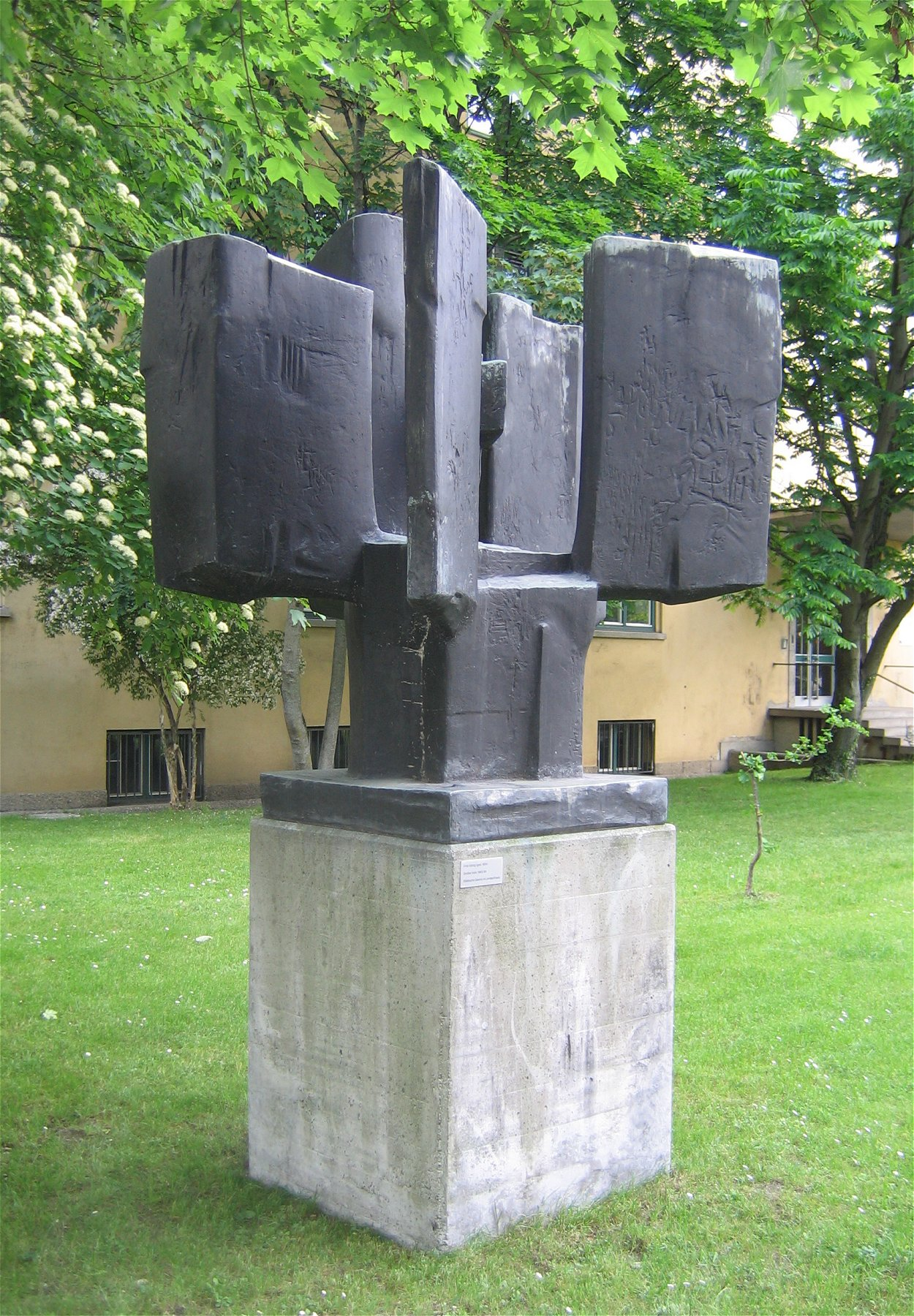
Grosses Votiv, 1963–1964, Luisenstrasse i München
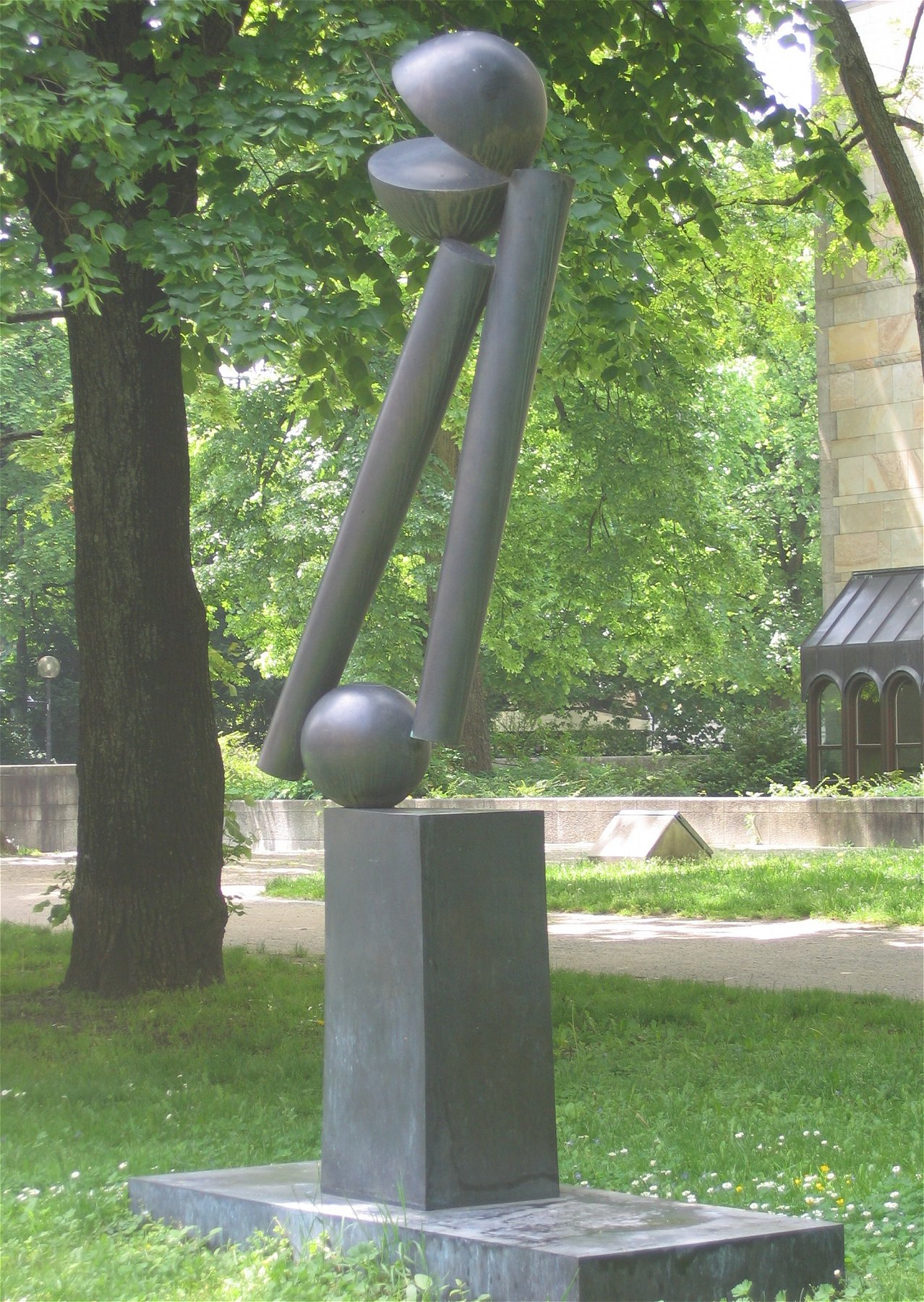
Grosse zwei V, 1973, Skulpturenpark Pinakotheken i München
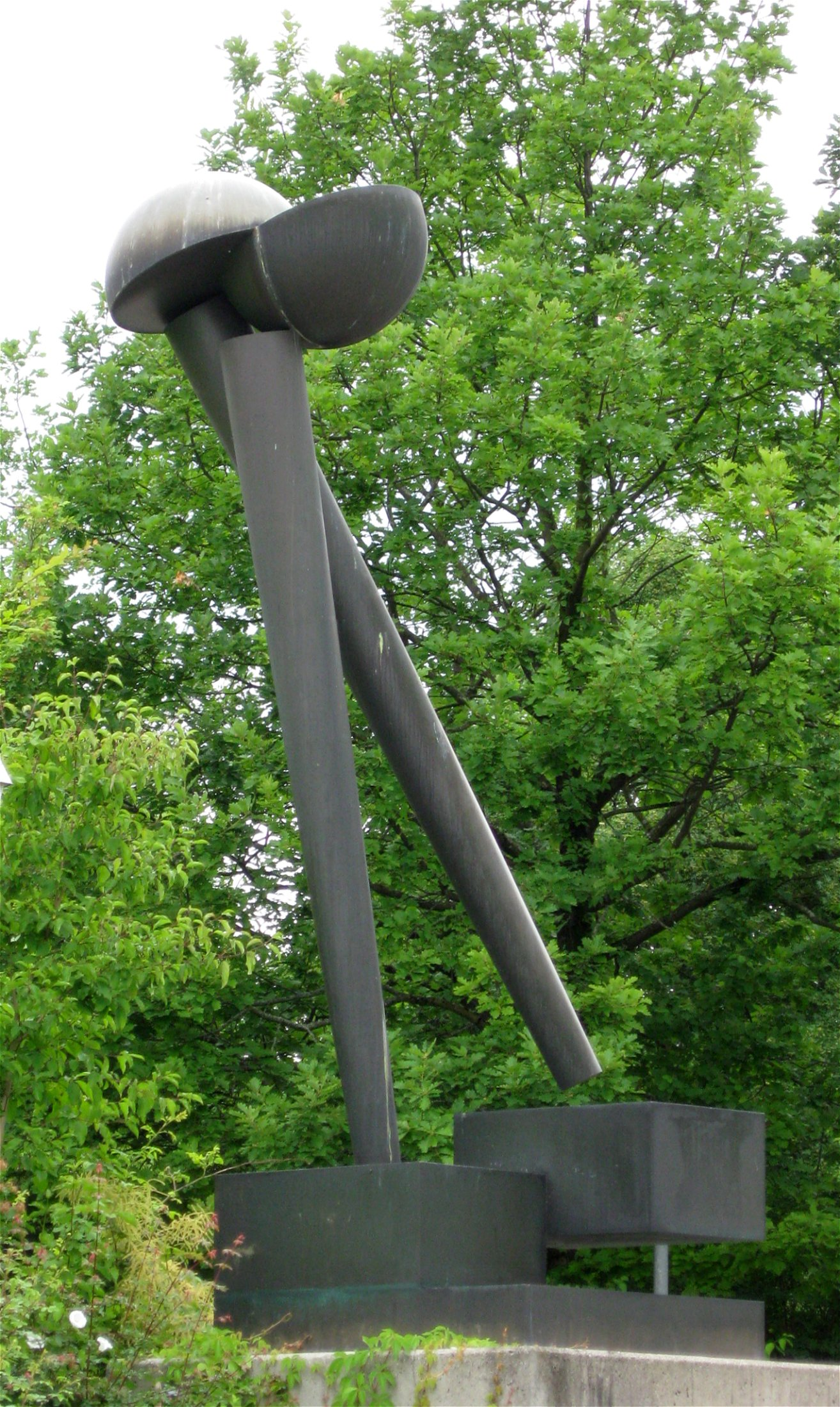
Grosse Zwei VI, brons, 1973–1982, Sjukhuset München-Bogenhausen
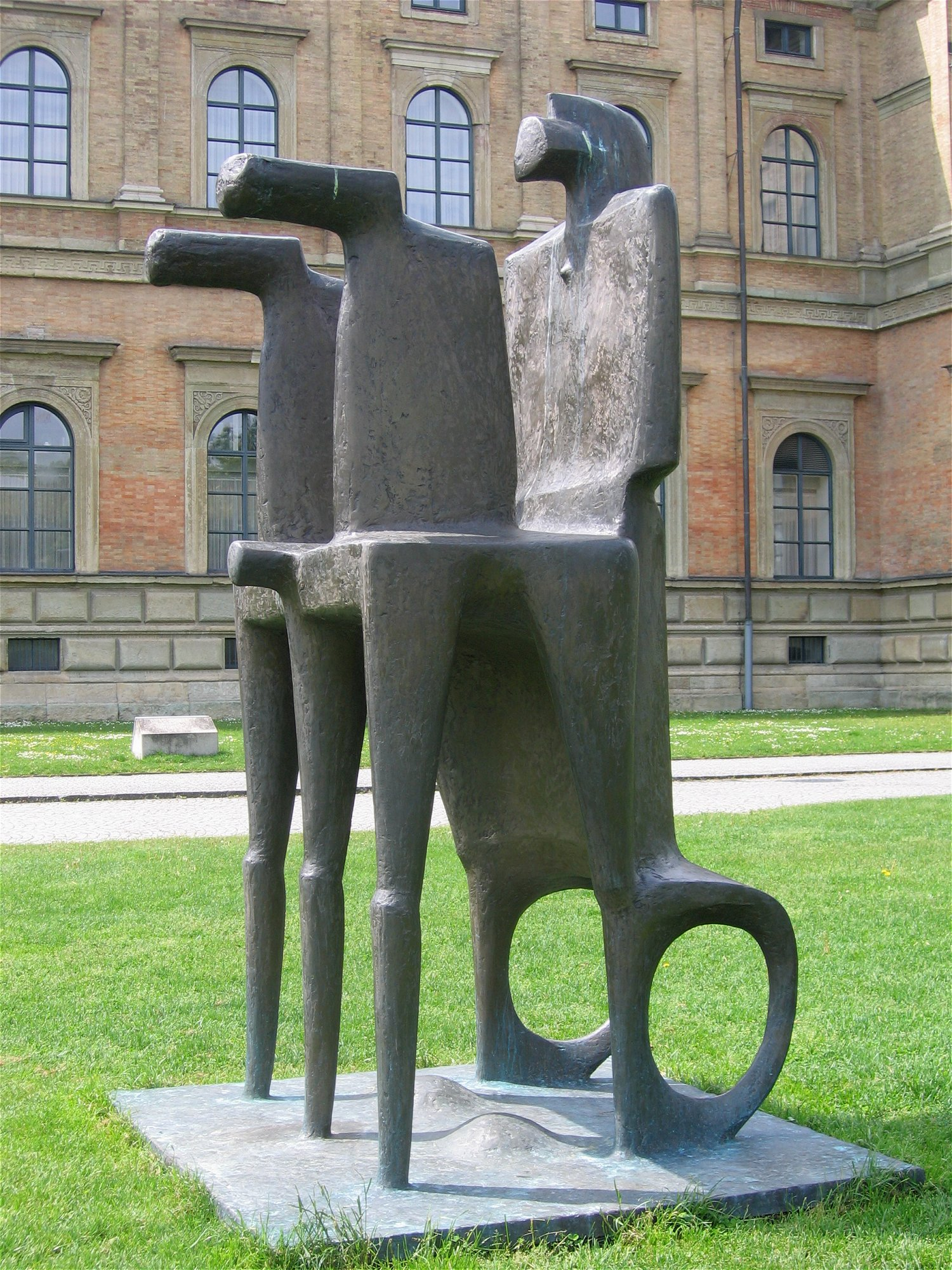
Fritz Koenig: Grosse Biga, brons, 2000, Skulpturenpark Pinakotheken i München
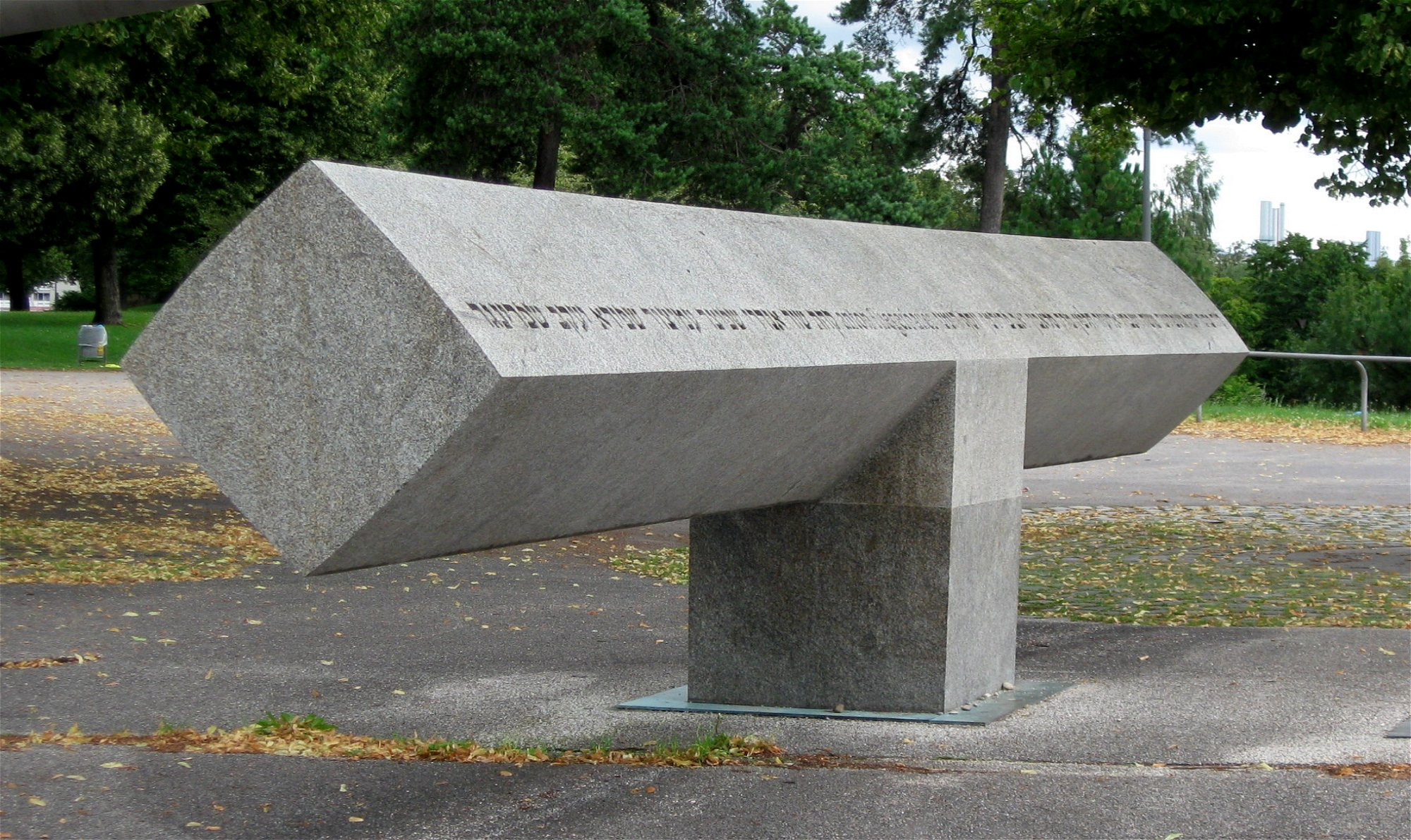
Minnesmärke över offren för terroristangreppet vid Olympiska spelen i München 1972, 1995
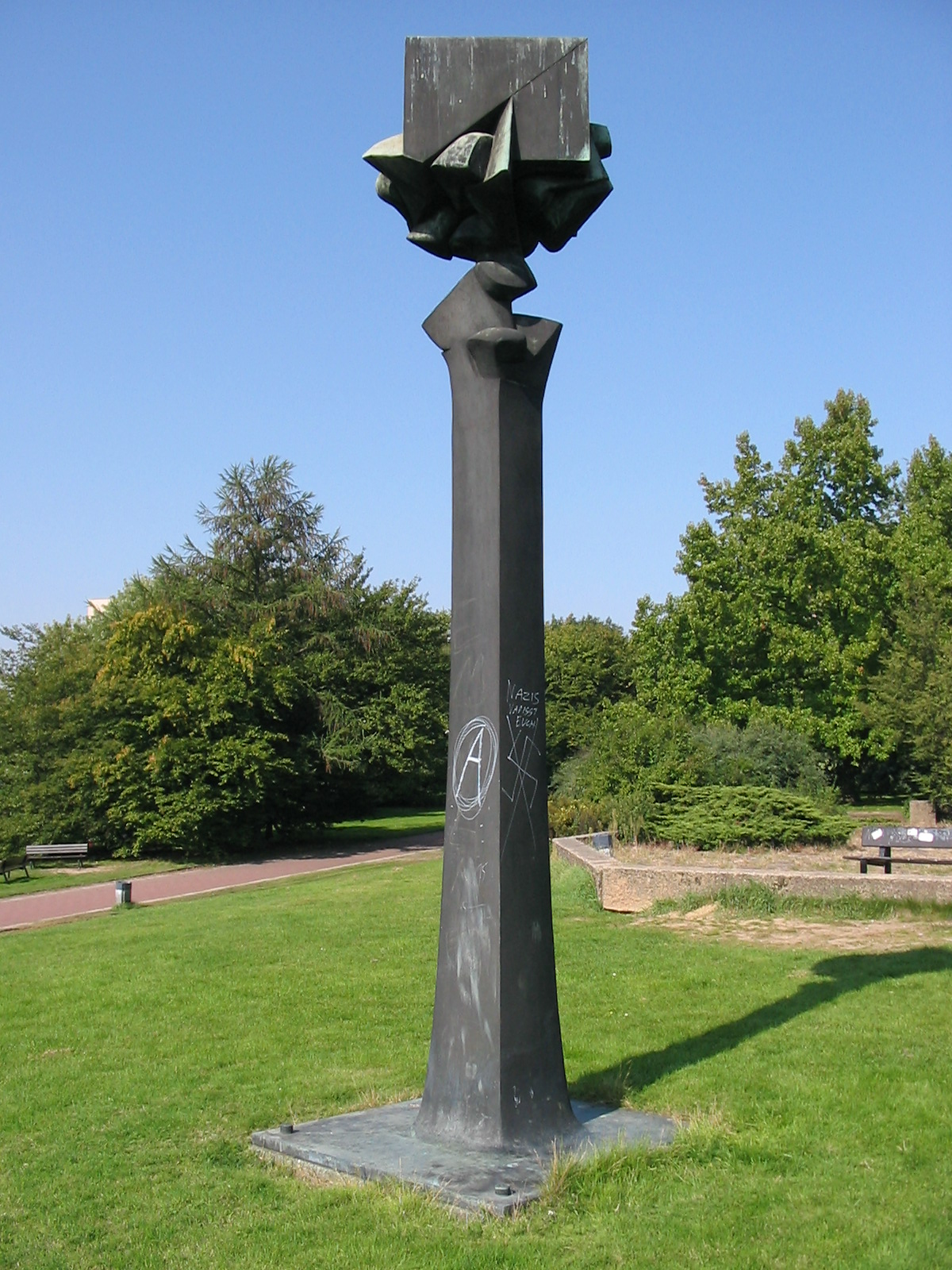
Grosse Säulenkaryatide, 1967, i Braunschweig

## Utmärkelser
- Villa Massimostipendiet 1957